# マラカイトハリトカゲ
マラカイトハリトカゲ（学名：Sceloporus malachiticus）は、イグアナ科（ツノトカゲ科とする説もあり）ハリトカゲ属に分類されるトカゲ。別名エメラルドスイフト。

## 分布
エルサルバドル、グアテマラ、コスタリカ、ニカラグア、パナマ、ベリーズ、ホンジュラス、メキシコ南東部

## 形態
全長15-26cm。
幼体やメスの成体は緑褐色から茶褐色。オスの成体は背面が光沢のある緑色で、腹面の両脇は青色。尾が緑がかった青色になる。頚部側面に黒い斑紋があり、咽頭部がオレンジ色になる個体もいる。種小名malachiticusは「孔雀石（マラカイト）の」の意で、オスの色彩に由来するものと思われ和名と同義。体色は環境や気分によってある程度変化させることができる。

## 生態
森林や湿地にある岩場に生息する。半樹上棲で主に地表で生活するが、樹上にも登る。
食性は動物食の強い雑食で、昆虫類、節足動物、果実、花、植物の葉等を食べる。
繁殖形態は卵胎生。妊娠期間は3-4ヶ月で、1回に3-5頭の幼体を産む。

## 人間との関係
ペットとして流通されることもあり、日本にも輸入されている。主に野生個体が流通するが、飼育下繁殖個体が流通することもある。属内でも流通量が多いが、近似種も本種の名前で流通している。テラリウムで飼育される。流木や岩等を組んで活動場所や隠れ家にする。流木や岩はしっかり組み合わせるか固定し、それらが崩れて生体が下敷きにならないようにする。湿度が高く蒸れた環境で飼育すると、皮膚に粒状の腫瘍ができ最終的に命を落とすことが多い。予防としてケージ内の通気性を確保し、万が一症状が現れた個体は他個体から隔離し獣医師の判断を仰ぐ。長期間水分を採らないとすぐに命を落としてしまうが、水容器に気付かないことも多い。小型の保温用の電球等をケージ内の一部へ照射する。朝や照明を点灯した際に壁面に霧吹きを吹き付けた水を飲ませたり、水容器に水滴を常に落としたりエアーポンプで水面を動かすことにより水容器に気付かせる。岩や流木等を組んで活動場所や隠れ家にする。餌は小さ目のコオロギ等を与える。餌に対しては事前に野菜等の餌を与えたり、サプリメントを振りかけて栄養価を上げる。少量の果実も食べるため昆虫ゼリーをケージ内に設置すると食べることもある。